# Sina Khadempour
Sina Khadempour (tiếng Ba Tư: سینا خادم پور, sinh ngày 9 tháng 1 năm 1997 ở Ardabil, Iran) là một hậu vệ bóng đá người Iran hiện tại thi đấu cho Naft Tehran ở Persian Gulf Pro League và Đội tuyển bóng đá U-20 quốc gia Iran.

## Sự nghiệp câu lạc bộ

### Thống kê sự nghiệp câu lạc bộ
Tính đến 15 tháng 5 năm 2017
| Thành tích câu lạc bộ | Thành tích câu lạc bộ | Thành tích câu lạc bộ | Giải vô địch | Giải vô địch | Cúp       | Cúp       | Châu lục | Châu lục  | Tổng cộng | Tổng cộng |
| Câu lạc bộ            | Giải vô địch          | Mùa giải              | Số trận      | Bàn thắng    | Số trận   | Bàn thắng | Số trận  | Bàn thắng | Số trận   | Bàn thắng |
| Iran                  | Iran                  | Iran                  | Giải vô địch | Giải vô địch | Cúp Hazfi | Cúp Hazfi | Châu Á   | Châu Á    | Tổng cộng | Tổng cộng |
| --------------------- | --------------------- | --------------------- | ------------ | ------------ | --------- | --------- | -------- | --------- | --------- | --------- |
| Naft Talaieh          | Pro League            | 2017–18               | 1            | 0            | 0         | 0         | –        | –         | 1         | 0         |
| Career Total          | Career Total          | Career Total          | 1            | 0            | 0         | 0         | 0        | 0         | 1         | 0         |

## Sự nghiệp quốc tế
Khadempour từng thi đấu 2 trận cho U-20 Iran ở Giải vô địch bóng đá U-20 thế giới 2017.